# Cléber Chalá
Cléber Manuel Chalá (Provincia dell'Imbabura, 29 giugno 1971) è un ex calciatore ecuadoriano, di ruolo centrocampista.

## Caratteristiche tecniche
Inizialmente impiegato come attaccante puro, venne riposizionato da Drasković, che lo collocò a centrocampo, ove poté giocare su entrambe le fasce. Il dinamismo era la sua principale caratteristica.

## Carriera

### Club
La carriera di Chalá inizia nell'El Nacional, squadra di Quito, dove passa i primi 11 anni della sua carriera, dal 1990, anno in cui esordisce, al 2001, anno nel quale viene acquistato dalla squadra inglese del Southampton,  nella quale però non esordisce mai restando sempre in panchina. Nel 2002 Chalá torna quindi in Ecuador, prima all'El Nacional, poi ai cugini del Deportivo Quito, prima di provare un'esperienza in Perù, dove gioca per un breve periodo nell'Universidad San Martín de Porres; dal 2005 è tornato all'El Nacional, con il quale ha collezionato più di 450 presenze.

### Nazionale
Con l'Ecuador Chalá ha partecipato alla prima Coppa del Mondo FIFA raggiunta dalla formazione sudamericana, quella di Corea del Sud-Giappone 2002, e a varie edizioni della Copa América.

## Palmarès

### Club

#### Competizioni nazionali
- Campionato ecuadoriano: 4

El Nacional: 1992, 1996, 2005 (Clausura), 2006